# جین ایگلز (فیلم)
«جین ایگلز» (انگلیسی: Jeanne Eagels (film)) فیلمی در ژانر زندگینامه‌ای به کارگردانی جورج سیدنی است که در سال ۱۹۵۷ منتشر شد.

## بازیگران
- کیم نواک
- جف چاندلر
- چارلز دریک
- اگنس مورهد
- لری گیتس
- ویرجینیا گری
- جین لوکارت
- مورای همیلتون
- دوروثی ورنان